# Рандон
Рандон (д/н — бл. 368) — «король» алеманів.

## Життєпис
Про нього відомо замало. Був запеклим ворогом Римської імперії. Можливо, переміщувався зі своїм плем'ям. Був союзником Вітікаба, «короля» алеманів-брісгавів. Постійні напади Рандона непокоїли римську адміністрацію. 368 року напав на Могунтіаку під час святкування Великодня або Трійці. Це викликало гнів імператора Валентиніана I, який пройшовши землями брісгавів, рушив проти Рандона. Останній влаштував засідку римлянам у гірській місцині. Битва відома за згадкою Амміана Марцелліна як бій при Соліціумі. Незважаючи на запеклість та несподіваність нападу алеманів, римські війська завдали останнім нищівної поразки. Можливо, в цій битві Рандон загинув. Подальших відомостей про нього немає.